# 花菜便り〜Uemura Kana Music Clips〜
『花菜便り〜Uemura Kana Music Clips〜』（かなだより ウエムラ・カナ・ミュージック・クリップス）は、植村花菜の初のDVDである。

## 概要
- それまでにリリースしたシングルのビデオクリップ集である。
- アルバムと同じく通常水曜日にリリースするのが慣例であるが、誕生日の1月4日木曜日に合わせてリリースした。

## 収録曲
1. 大切な人
2. ミルクティー
3. キセキ
4. やさしさに包まれたなら
5. 紙ヒコーキ
6. 光と影

映像特典『Cafe de Uemura』Special edition